# فوزية لطيف
الحاجة ستي فوزية بنت الشيخ عبد اللطيف (بالملايوية: Siti Fauziah binti Sheikh Abdul Latiff) أو المعروفة أيضًا باسم جي (بالملايوية: Gee أو Jee) هي مغنية وممثلة ماليزية.
بدأت فوزية لطيف الأداء أمام الجمهور في حفل خيري أقيم في ملعب مرديكا في عام 1987. تم اكتشاف موهبته من قبل أحد مكتشفي المواهب في شركة التسجيل Happy Records وعرض عليه أول عقد تسجيل له.
في عام 2004، أصبح أحد الحكام المحترفين في برنامج تلفزيون الواقع الذي أنتجته قناة 8TV، Malaysian Idol، إلى جانب روسلان عزيز وبول موس لموسمين متتاليين.

## روابط خارجية
- Fauziah Latiff على موقع IMDb (الإنجليزية)
- Fauziah Latiff على موقع ميوزك برينز (الإنجليزية)
- Fauziah Latiff على موقع ديسكوغز (الإنجليزية)